# Дубовицький Карпо Прокопович
Карпо Прокопович Дубовицький (рос. Карп Прокофьевич Дубовицкий; нар. 1925, Махачкала, ДАРСР, РРФСР — пом. жовтень 1972, Каменськ-Шахтинський, Ростовська область, РРФСР) — російський радянський футболіст, нападник та захисник.

## Життєпис
Першою командою майстрів у кар'єрі Карла Дубовицького стало «Торпедо» зі Сталінграда, в якому він грав до 1955 року. З 1956 по 1957 рік виступав у клубі Вищої ліги «Шахтар» зі Сталіно. З 1958 по 1960 роки грав у «Темпі» з Махачкали. Після закінчення футбольної кар'єри залишився в Дагестані і виховував юних футболістів, серед яких — Едуард Тимошенко. Працював головним тренером команд «Динамо» (Махачкала) й «Труд» (Каспійськ).